# Alceo (figlio di Perseo)
Alceo (in greco antico: Ἀλκαῖος?, Alkâios) è un personaggio della mitologia greca, re di Tirinto, figlio di Perseo e padre di Anfitrione.
Alceo fu quindi, il nonno paterno putativo di Eracle.

## Mitologia
Era il primo figlio di Perseo nato in terra greca; anche se nato nella città di Micene, divenne il re di Tirinto.
Sposò Astidamia figlia di Pelope, che gli diede i figli Anfitrione, Anasso (conosciuta anche come Euridice o Lisidice) e Perimede.
La figlia Anasso sposò Elettrione re di Micene.